# Enlinia piedrana
Enlinia piedrana är en tvåvingeart som beskrevs av Lazar Botosaneanu och Vaillant 1973. Enlinia piedrana ingår i släktet Enlinia och familjen styltflugor.
Artens utbredningsområde är Kuba. Inga underarter finns listade i Catalogue of Life.